# Nationaal park Pieljekaise
Nationaal park Pieljekaise (Zweeds: Pieljekaise Nationalpark/Samisch: Bieljijgáise) is een nationaal park in het Zweedse landschap Lapland. Het park bevindt zich binnen de gemeente Arjeplog. Het bestaat voornamelijk uit laaggebergte met vele kleine meertjes. Het park ligt in een afgelegen gedeelte van het Scandinavisch Hoogland en er komen slechts weinig bezoekers, ondanks dat het wandelpad kungsleden door het park loopt. Het nationaal park is genoemd naar de berg Pieljekaise, zij is 1137 meter hoog.

## Flora en fauna
Meer dan zestig procent van het parkoppervlak wordt bedekt door ongerept berkenbos. Doordat de ondergrond, bestaande uit schalie en gneiss, vrij voedselarm is, is ook de flora niet bepaald rijk. Planten die algemeen in de bosgebieden te vinden zijn, zijn onder meer bosooievaarsbek, gele monnikskap, ijzerhard, moerasvergeet-mij-nietje en bosmuur. De delen van het park die boven de boomgrens liggen zijn vrij droog en worden gedomineerd door kraaihei en dwergberken. In bepaalde microhabitats zijn enkele zeldzame soorten te vinden zoals Saxifraga oppositifolia, schorrenzoutgras, gele bergsteenbreek, grote muggenorchis en eenbes.
De meeste diersoorten in lapland zijn sterk aan draslanden gebonden, deze zijn in Pieljekaise echter nauwelijks beschikbaar. Vandaar dat, evenals de flora, de fauna niet rijk genoemd kan worden. Vogels die er broeden zijn zwarte zee-eend, parelduiker, grote zaagbek, goudplevier, moeras- en alpensneeuwhoen. Het zoogdierenleven is weinig opmerkelijk, grote roofdieren komen slechts incidenteel voor.